# Gra o tron (serial telewizyjny)
Gra o tron (ang. Game of Thrones) – amerykański serial fantasy stworzony przez Davida Benioffa i D.B. Weissa dla HBO, będący adaptacją cyklu powieści Pieśń lodu i ognia, autorstwa amerykańskiego pisarza George’a R.R. Martina. Amerykańska premiera pierwszego sezonu w HBO miała miejsce 17 kwietnia 2011 roku, w Polsce serial zadebiutował dzień później.
Od 18 kwietnia 2011 do 9 czerwca 2014 premiera nowego odcinka w Polsce odbywała się w poniedziałki o godzinie 22.00. Od 16 czerwca 2014 (finału czwartego sezonu) premiera polska odbywa się równolegle z amerykańską, czyli w nocy z niedzieli na poniedziałek o godzinie 3.00 czasu polskiego. Seria siódma i ósma (ostatnia), składały się, odpowiednio, z siedmiu i sześciu odcinków. Ostatni odcinek serialu wyemitowano 19 maja 2019.
Serial kręcono m.in. w: Hiszpanii, Maroku, Chorwacji, Wielkiej Brytanii, Grecji oraz na Islandii i Malcie.
W sierpniu 2022 rozpoczęto nadawanie prequelu Gry o tron – serialu Ród Smoka, opartego na księżce Ogień i krew.

## Fabuła
Akcja serialu rozgrywa się na fikcyjnym kontynencie Westeros, gdzie od Muru, z lodu, kamienia i magii, na północy, do pustynnego Dorne na południu, rozciąga się Siedem Królestw, oraz sąsiednim kontynencie Essos. Rozpoczyna się kilkanaście lat po buncie Roberta Baratheona przeciwko władzy Aerysa II Targaryena („Szalonego Króla”), po którego obaleniu w Siedmiu Królestwach zapanował pokój. Po śmierci królewskiego namiestnika Jona Arryna panujący od czasu rebelii Robert mianował jego następcą swego przyjaciela z młodości i najwierniejszego sojusznika z czasów buntu, Eddarda „Neda” Starka.
Fabuła pierwszego sezonu serialu ukazuje głównie właśnie losy Neda Starka, seniora Północy Westeros, oraz jego rodziny: żony Catelyn z rodu Tullych, ich dzieci: Robba, najstarszego syna i prawowitego dziedzica Winterfell; Sansy, urodziwej córki marzącej o zostaniu wielką damą; Aryi, chłopczycy, wolącej strzelać z łuku niż wyszywać; Brana – pasjonata wspinaczki marzącego o przyszłości rycerza; najmłodszego z rodzeństwa Rickona, a także Jona Snowa, uważanego za nieślubnego syna Eddarda.
Jon wstąpił do Nocnej Straży, starożytnego bractwa strzegącego wielkiego Muru, oddzielającego Siedem Królestw od tajemniczej krainy wiecznej zimy. Bran, przypadkowy świadek kazirodczego stosunku pomiędzy królową Cersei z rodu Lannisterów i jej bratem imieniem Jaime, zabójcą Aerysa, został przez tego ostatniego wypchnięty z wieży, co spowodowało paraliż od pasa w dół. W efekcie lord Stark wyruszył do stolicy z córkami.
Równolegle rozwijany wątek pokazuje dzieje Daenerys Targaryen i jej brata, młodszych dzieci Aerysa, którzy za Wąskim Morzem planują powrót i ponowne przejęcie rządów.

## Obsada

### Główne role
Następujący członkowie obsady serialu zostali podani jako główna obsada w czołówkach odcinków lub podani jako odtwórcy pozostałych ról głównych:
Klucz:     = członek głównej obsady w sezonie
Klucz:     = odtwórca roli drugoplanowej, później członek obsady głównej
Klucz:     = odtwórca występujący gościnnie w sezonie
Klucz:     = odtwórca jednej z pozostałych ról głównych (also starring)
Klucz:     = nie pojawia się
| Aktor                  | Postać             | Występy | Występy | Występy | Występy | Występy | Występy | Występy | Występy | Występy         |
| Aktor                  | Postać             | S1      | S2      | S3      | S4      | S5      | S6      | S7      | S8      | Liczba odcinków |
| ---------------------- | ------------------ | ------- | ------- | ------- | ------- | ------- | ------- | ------- | ------- | --------------- |
| Peter Dinklage         | Tyrion Lannister   | 9       | 10      | 9       | 8       | 10      | 8       | 7       | 6       | 67              |
| Lena Headey            | Cersei Lannister   | 10      | 9       | 8       | 9       | 8       | 8       | 6       | 4       | 62              |
| Emilia Clarke          | Daenerys Targaryen | 9       | 8       | 8       | 8       | 8       | 8       | 7       | 6       | 62              |
| Kit Harington          | Jon Snow           | 8       | 8       | 8       | 8       | 9       | 8       | 7       | 6       | 62              |
| Sophie Turner          | Sansa Stark        | 9       | 7       | 8       | 7       | 9       | 7       | 7       | 5       | 59              |
| Iain Glen              | Jorah Mormont      | 9       | 7       | 8       | 7       | 8       | 3       | 6       | 4       | 52              |
| Maisie Williams        | Arya Stark         | 9       | 9       | 9       | 6       | 6       | 8       | 6       | 6       | 59              |
| Nikolaj Coster-Waldau  | Jaime Lannister    | 8       | 4       | 7       | 9       | 7       | 8       | 6       | 6       | 55              |
| John Bradley           | Samwell Tarly      | 5       | 6       | 8       | 7       | 9       | 3       | 5       | 5       | 48              |
| Alfie Allen            | Theon Greyjoy      | 9       | 8       | 6       | 4       | 6       | 7       | 4       | 4       | 47              |
| Aidan Gillen           | Petyr Baelish      | 8       | 7       | 4       | 5       | 6       | 4       | 7       | 0       | 41              |
| Conleth Hill           | Varys              | 7       | 6       | 5       | 6       | 4       | 7       | 6       | 5       | 46              |
| Charles Dance          | Tywin Lannister    | 4       | 7       | 8       | 7       | 1       | 0       | 0       | 0       | 27              |
| Rory McCann            | Sandor Clegane     | 8       | 5       | 8       | 6       | 0       | 2       | 4       | 5       | 38              |
| Gwendoline Christie    | Brienne z Tarthu   | 0       | 7       | 7       | 7       | 6       | 5       | 5       | 5       | 42              |
| Jack Gleeson           | Joffrey Baratheon  | 10      | 6       | 7       | 3       | 0       | 0       | 0       | 0       | 26              |
| Michelle Fairley       | Catelyn Stark      | 9       | 8       | 8       | 0       | 0       | 0       | 0       | 0       | 25              |
| Isaac Hempstead-Wright | Bran Stark         | 8       | 7       | 6       | 4       | 0       | 5       | 5       | 5       | 40              |
| Jerome Flynn           | Bronn              | 5       | 7       | 4       | 4       | 6       | 3       | 4       | 3       | 36              |
| Stephen Dillane        | Stannis Baratheon  | 0       | 7       | 5       | 4       | 8       | 0       | 0       | 0       | 24              |
| Nathalie Emmanuel      | Missandei          | 0       | 0       | 8       | 7       | 7       | 7       | 5       | 4       | 38              |
| Liam Cunningham        | Davos Seaworth     | 0       | 6       | 4       | 4       | 7       | 8       | 7       | 6       | 42              |
| Natalie Dormer         | Margaery Tyrell    | 0       | 4       | 6       | 6       | 5       | 5       | 0       | 0       | 26              |
| Richard Madden         | Robb Stark         | 8       | 6       | 7       | 0       | 0       | 0       | 0       | 0       | 21              |
| Sibel Kekilli          | Shae               | 2       | 8       | 6       | 4       | 0       | 0       | 0       | 0       | 20              |
| Carice van Houten      | Melisandre         | 0       | 4       | 6       | 3       | 6       | 7       | 2       | 1       | 29              |
| Hannah Murray          | Gilly              | 0       | 3       | 6       | 3       | 6       | 3       | 3       | 3       | 27              |
| Dean-Charles Chapman   | Tommen Baratheon   | 0       | 0       | 0       | 5       | 5       | 6       | 0       | 0       | 24              |
| Callum Wharry          | Tommen Baratheon   | 4       | 4       | 0       | 0       | 0       | 0       | 0       | 0       | 24              |
| Michael McElhatton     | Roose Bolton       | 0       | 4       | 7       | 2       | 4       | 2       | 0       | 0       | 19              |
| Joe Dempsie            | Gendry             | 2       | 7       | 8       | 0       | 0       | 0       | 2       | 5       | 23              |
| Rose Leslie            | Ygritte            | 0       | 4       | 8       | 5       | 0       | 0       | 0       | 0       | 17              |
| Kristofer Hivju        | Tormund            | 0       | 0       | 7       | 5       | 5       | 6       | 4       | 5       | 31              |
| Michiel Huisman        | Daario Naharis     | 0       | 0       | 0       | 5       | 7       | 5       | 0       | 0       | 20              |
| Ed Skrein              | Daario Naharis     | 0       | 0       | 3       | 0       | 0       | 0       | 0       | 0       | 20              |
| Iwan Rheon             | Ramsay Bolton      | 0       | 0       | 6       | 3       | 6       | 5       | 0       | 0       | 20              |
| Tom Wlaschiha          | Jaqen H’ghar       | 1       | 6       | 0       | 0       | 6       | 5       | 0       | 0       | 18              |
| Jonathan Pryce         | Wielki Wróbel      | 0       | 0       | 0       | 0       | 5       | 7       | 0       | 0       | 12              |
| James Cosmo            | Jeor Mormont       | 5       | 3       | 4       | 0       | 0       | 0       | 0       | 0       | 12              |
| Oona Chaplin           | Talisa Stark       | 0       | 5       | 6       | 0       | 0       | 0       | 0       | 0       | 11              |
| Sean Bean              | Eddard Stark       | 10      | 0       | 0       | 0       | 0       | 0       | 0       | 0       | 10              |
| Jason Momoa            | Khal Drogo         | 9       | 1       | 0       | 0       | 0       | 0       | 0       | 0       | 10              |
| Indira Varma           | Ellaria Sand       | 0       | 0       | 0       | 4       | 5       | 2       | 2       | 0       | 13              |
| Mark Addy              | Robert Baratheon   | 7       | 0       | 0       | 0       | 0       | 0       | 0       | 0       | 7               |
| Harry Lloyd            | Viserys Targaryen  | 5       | 0       | 0       | 0       | 0       | 0       | 0       | 0       | 5               |

### Pozostałe role
W rolach drugoplanowych wystąpili m.in.: Diana Rigg, Peter Vaughan, Richard Dormer, Pilou Asbæk, Thomas Brodie-Sangster, Alexander Siddig, Jim Broadbent, Richard E. Grant, Max von Sydow, Tobias Menzies, Pedro Pascal, Dar Salim. W rolach epizodycznych wystąpili m.in.: Ian McShane, Rob McElhenney, Roy Dotrice, Rila Fukushima, Jodhi May, Alexandra Dowling, zaś w epizodach cameo: scenarzyści serialu David Benioff, D.B. Weiss i Bryan Cogman, jeden z reżyserów serialu Neil Marshall, najwyższy Brytyjczyk Neil Fingleton, prawnuk J.R.R. Tolkiena, Royd Tolkien, sportowcy Noah Syndergaard i Aaron Rodgers oraz muzycy: Ed Sheeran, Will Champion (Coldplay), Gary Lightbody (Snow Patrol), Chris Stapleton, Wilko Johnson (Dr. Feelgood) i członkowie zespołów Sigur Rós, Mastodon, Of Monsters and Men, Bastille.

## Produkcja

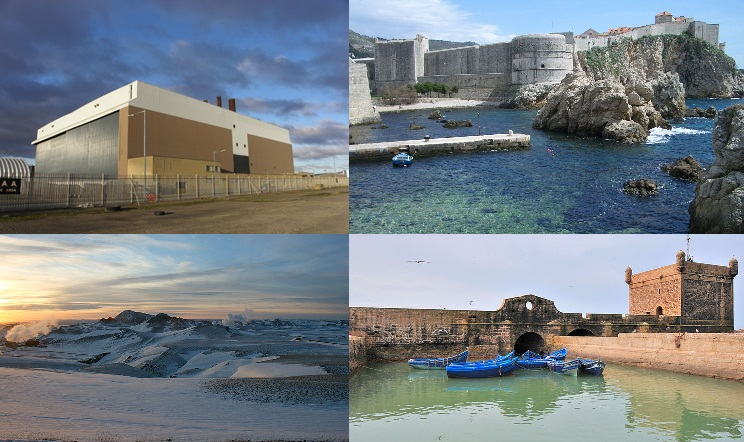
Miejsca kręcenia zdjęć do serialu

Serial kręcony był w kilku krajach: Hiszpanii (Castillo de Zafra, Bardenas Reales, Girona, Alkazar Królewski w Sewilli), Maroku (As-Suwajra), Islandii (Park Narodowy Vatnajökull, jaskinia Grjótagjá), Chorwacji (Dubrownik, Split, Szybenik), Wielkiej Brytanii (zamek Dunluce w Irlandii Północnej), w Grecji (Meteory w Tesalii) i na Malcie (Fort Manoel).

## Odcinki
| Sezon | Sezon | Odcinki    | Na motywach powieści                                                                        | Emisja            | Emisja            | Emisja           | Emisja           |
| Sezon | Sezon | Odcinki    | Na motywach powieści                                                                        | Stany Zjednoczone | Stany Zjednoczone | Polska           | Polska           |
| Sezon | Sezon | Odcinki    | Na motywach powieści                                                                        | Premiera serii    | Finał serii       | Premiera serii   | Finał serii      |
| ----- | ----- | ---------- | ------------------------------------------------------------------------------------------- | ----------------- | ----------------- | ---------------- | ---------------- |
|       | 1     | 1–10 (10)  | Gra o tron                                                                                  | 17 kwietnia 2011  | 19 czerwca 2011   | 18 kwietnia 2011 | 20 czerwca 2011  |
|       | 2     | 11–20 (10) | Starcie królów                                                                              | 1 kwietnia 2012   | 3 czerwca 2012    | 2 kwietnia 2012  | 4 czerwca 2012   |
|       | 3     | 21–30 (10) | Nawałnica mieczy                                                                            | 31 marca 2013     | 9 czerwca 2013    | 1 kwietnia 2013  | 10 czerwca 2013  |
|       | 4     | 31–40 (10) | Nawałnica mieczy                                                                            | 6 kwietnia 2014   | 15 czerwca 2014   | 7 kwietnia 2014  | 16 czerwca 2014  |
|       | 5     | 41–50 (10) | Uczta dla wron, Taniec ze smokami i elementy Wichrów zimy                                   | 12 kwietnia 2015  | 14 czerwca 2015   | 13 kwietnia 2015 | 15 czerwca 2015  |
|       | 6     | 51–60 (10) | Głównie oryginalny scenariusz oraz motywy z Uczty dla wron, Tańca ze smokami i Wichrów zimy | 24 kwietnia 2016  | 26 czerwca 2016   | 25 kwietnia 2016 | 27 czerwca 2016  |
|       | 7     | 61–67 (7)  | Głównie oryginalny scenariusz oraz motywy z niewydanych powieści                            | 16 lipca 2017     | 27 sierpnia 2017  | 17 lipca 2017    | 28 sierpnia 2017 |
|       | 8     | 68–73 (6)  | Głównie oryginalny scenariusz oraz motywy z niewydanych powieści                            | 14 kwietnia 2019  | 19 maja 2019      | 15 kwietnia 2019 | 20 maja 2019     |

## Nadawanie
W większości krajów serial był nadawany przez kanały HBO, lecz w części krajów był nadawany przez inne stacje, m.in. należące do RTL Group czy Canal+, jak również przez TNT Serie, Fox Life i szereg lokalnych nadawców.

## Wydanie płytowe
| Sezon | Sezon | Odcinki    | Wydanie DVD i Blu-ray | Wydanie DVD i Blu-ray | Wydanie DVD i Blu-ray | Wydanie DVD i Blu-ray |
| Sezon | Sezon | Odcinki    | Region 1              | Region 2              | Region 4              | Polska                |
| ----- | ----- | ---------- | --------------------- | --------------------- | --------------------- | --------------------- |
|       | 1     | 1–10 (10)  | 6 marca 2012          | 5 marca 2012          | 7 marca 2012          | 9 marca 2012          |
|       | 2     | 11–20 (10) | 19 lutego 2013        | 4 marca 2013          | 6 marca 2013          | 22 lutego 2013        |
|       | 3     | 21–30 (10) | 18 lutego 2014        | 24 lutego 2014        | 19 lutego 2014        | 21 lutego 2014        |
|       | 4     | 31–40 (10) | 15 lutego 2015        | brak danych           | brak danych           | 20 lutego 2015        |
|       | 5     | 41–50 (10) | 15 marca 2016         | brak danych           | brak danych           | 18 marca 2016         |
|       | 6     | 51–60 (10) | 15 listopada 2016     | brak danych           | brak danych           | 16 listopada 2016     |
|       | 7     | 61–67 (7)  | brak danych           | 11 grudnia 2017       | brak danych           | 11 grudnia 2017       |
|       | 8     | 68–73 (6)  | 2 grudnia 2019        | 2 grudnia 2019        | 2 grudnia 2019        | 4 grudnia 2019        |

## Odbiór serialu
Pierwszy sezon serialu spotkał się z pozytywną reakcją krytyków, uzyskując według serwisu Metacritic średnią ocen wynoszącą 80/100 punktów, nie uniknął jednak kontrowersji, głównie ze względu na częste ukazywanie przemocy i nagości. Serial miał dużą, rosnącą z sezonu na sezon, oglądalność, obejmującą również sieci P2P – drugi odcinek czwartego sezonu został w ciągu 24 godzin od premiery pobrany rekordowe półtora miliona razy. W przypadku piątego sezonu serialu, do internetu wyciekły 4 pierwsze odcinki serii przed premierą sezonu.

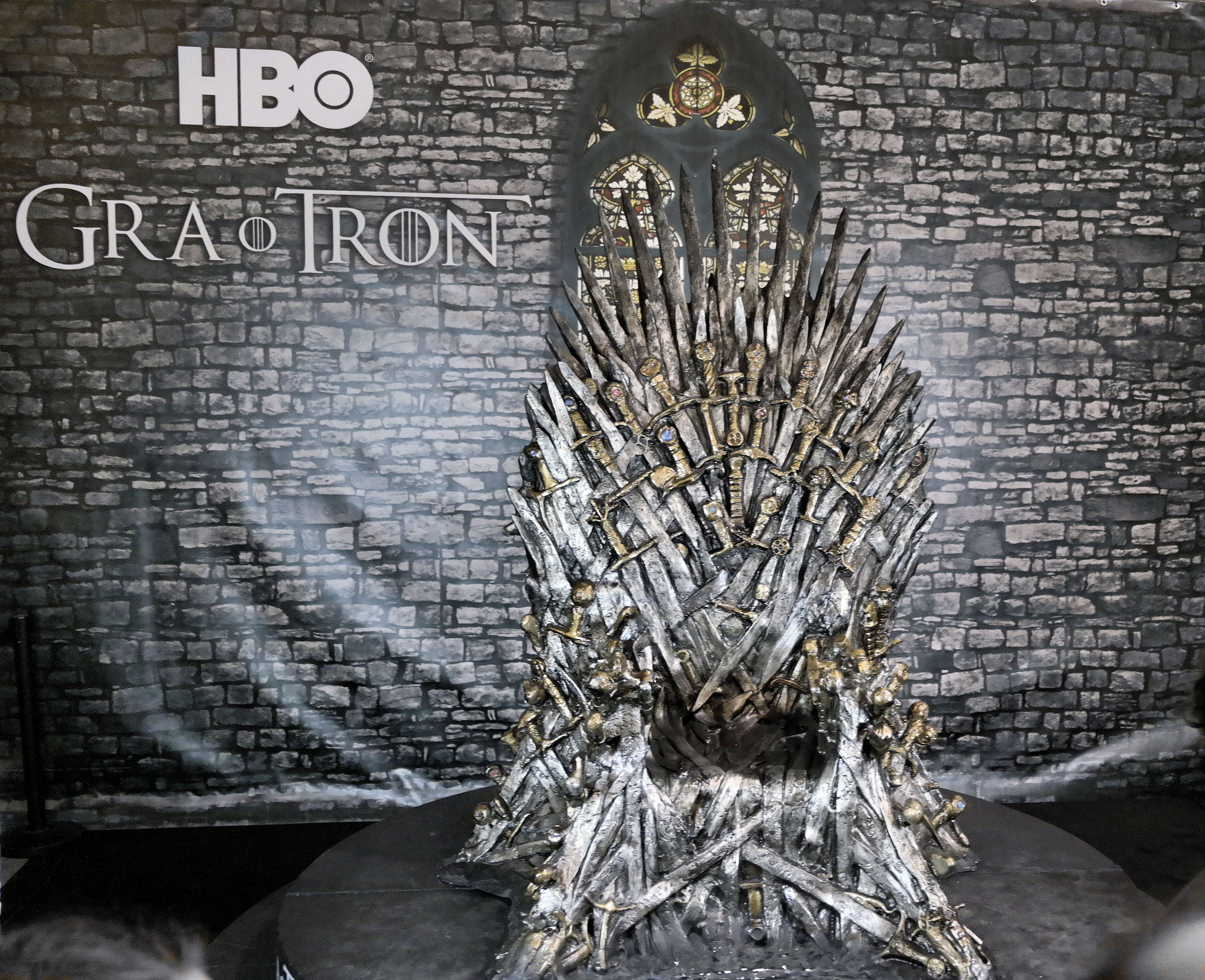
Żelazny Tron z serialu – wystawa na Pyrkonie, Poznań 2015

Scenariusz do całego pierwszego sezonu serialu otrzymał nagrodę Hugo w kategorii „najlepsza prezentacja dramatyczna (długa forma)” w 2012 roku. Natomiast scenariusze do odcinków Czarny Nurt oraz Deszcze Castamere otrzymały nagrodę Hugo w kategorii „najlepsza prezentacja dramatyczna (krótka forma)” w latach kolejno 2013 i 2014.
Średnia oglądalność 6. serii serialu w Stanach Zjednoczonych to 23,3 mln, o 15 proc. więcej niż poprzedniego sezonu. W Polsce wyniosła ona 110 tys., co stanowi o 23 tys. oglądających więcej niż w poprzednim sezonie. Finałowy odcinek siódmej serii, The Dragon and the Wolf, obejrzało ponad 16,5 mln widzów.
Ostatnie odcinki finałowego, ósmego sezonu, spotkały się z negatywną reakcją widzów i krytyków. Zarzucano im m.in. brak spójności w fabule. Oceny użytkowników w serwisie Metacritic dla ostatniego sezonu spadły po raz pierwszy poniżej 5/10 (podczas gdy poprzednie utrzymywały się w przedziale 8-10/10).

## Nagrody
Gra o tron zdobyła łącznie 59 nagród Emmy (w tym Creative Arts Emmy), do których była nominowana 160 razy. Poza tym była między innymi nominowana osiem razy do Złotych Globów, zdobywając jedną statuetkę, sześć razy do nagród Hugo, wygrywając trzy, a także do 14 Satelitów, zdobywając trzy. Serial był w sumie nominowany do różnych nagród ponad siedemset razy, a wygrał 272.

## Prequele
W październiku 2019 platforma HBO oficjalnie zapowiedziała produkcję serialu Ród Smoka, będącego prequelem Gry o tron. Serial jest adaptacją książki Ogień i krew Martina, wydanej w 2018 roku. Głównym producentem House of the Dragon jest Miguel Sapochnik, a producenci wykonawczy to George R. R. Martin, Vince Gerardis i Casey Bloys. W produkcji jest serial adaptujący Opowieści z Siedmiu Królestw, który ma mieąć premierę w 2026 roku.